# Ralph Pappier
Ralph Pappier né le 16 janvier 1914 à Shanghai en République de Chine, mort le 17 septembre 1998 à Buenos Aires (Argentine), est un réalisateur argentin. Figure emblématique du cinéma entre les années 1950 et 1960, en tant que metteur en scène et scénographe.

## Biographie
Ralph Pappier fait des études d'arts plastiques et peu après son arrivée en Argentine en 1936, il commence sa carrière scénographique aux Pampa Film, Artistas Argentinos Asociados et Estudios San Miguel où il crée le premier département d'effets spéciaux du pays.
Son idée de conception architecturale et sa fine sensibilité lui permet de réaliser près de soixante-dix films, parmi lesquels les plus remarquables sont  En el viejo Buenos Aires (1942), La guerra gaucha (1942) et Tres hombres del río (1943).
Il est assistant réalisateur sur La senda negra, puis réalisateur en collaboration avec Homero Manzi pour les films Pobre mi madre querida (1948) et El julio payador (1950).

## Filmographie

### Réalisateur
- 1948 : Pobre mi madre querida (es)
- 1950 : El último payador (es)
- 1950 : Escuela de campeones (es)
- 1953 : Caballito criollo (es)
- 1955 : El festín de Satanás (es)
- 1958 : La morocha (es)
- 1962 : Delito (es)
- 1962 : Operación "G" (es)
- 1963 : Allá donde el viento brama (es)
- 1965 : Esquiú, una luz en el sendero (es)

### Chef décorateur
- El último payador (1950)
- Las aventuras de Jack (1949)
- La otra y yo (1949)
- Pobre, mi madre querida (1948)
- La serpiente de cascabel (1948)
- El precio de una vida (1947)
- La cumparsita (1947)
- Madame Bovary (1947)
- Los hijos del otro (1947)
- Romance musical (1947)
- Cumbres de hidalguía (1947)
- María Rosa (1946)
- La cabalgata del circo (1945)
- Cuando la primavera se equivoca (1944)
- Su mejor alumno (1944)
- Eclipse de sol (1943)
- Cuando florezca el naranjo (1943)
- Los hijos artificiales (1943)
- Tres hombres del río (1943)
- La guerra gaucha (1942)
- El gran secreto (1942)
- En el viejo Buenos Aires (1942)
- El viejo Hucha (1942)
- Cruza (1942)
- En el último piso (1942)
- Yo quiero morir contigo (1941)
- El cura gaucho (1941)
- El mozo número 13 (1941)
- La quinta calumnia (1941)
- Volver a vivir (1941)
- Chingolo (1940)
- La carga de los valientes (1940)
- Encadenado (1940)
- El hijo del barrio (1940)
- Corazón de turco (1940)
- Prisioneros de la tierra (1939)
- Atorrante (La venganza de la tierra) (1939)
- Nativa (1939)
- ...Y los sueños pasan (1939)

### Créateur d'effets spéciaux
- Camino del infierno (1946)

### Acteur
- Una mujer (1975)